# Черноочене (община)
Община Черноочене се намира в Южна България, област Кърджали.

## География

### Географско положение, граници, големина
Общината е разположена в северозападната част на област Кърджали. С площта си от 328,569 km2 заема 6-о, предпоследно място сред 7-те общините на областта, което съставлява 10,23% от територията на областта. Границите ѝ са следните:
- на юг и югоизток – община Кърджали;
- на югозапад – община Ардино;
- на запад – община Баните, област Смолян;
- на северозапад – община Асеновград и община Първомай, област Пловдив;
- на североизток – община Минерални бани и община Хасково, област Хасково.

### Природни ресурси

#### Релеф
Релефът на община Черноочене е средно- и ниско планински. Тя се намира на границата между Западните и Източните Родопи. В западната част на общината се простират разклоненията на западнородопския рид Каракулас (Гордюва чука). На около 2 km западно от село Безводно се издига връх Чиляка (1459 m), най-високата точка на рида и общината.
Районите на изток от река Яйлъдере (ляв приток на река Боровица, от басейна на Арда) се заемат от западните части на източнородопския рид Чуката, който обхваща около 2/3 от цялата територия на община Черноочене. Неговата максимална височина връх Кованлъка (871 m) се намира в най-западната му част, на северозапад от село Комунига. Най-северният ъгъл на общината, на изток от седловината Китката се заема от крайните югозападни части на друг източнородопски рид – Мечковец с височина от 867 m, разположена северно от село Ночево.
В най-североизточния ъгъл на общината се намира „опашката“ на язовир „Тракиец“, където е и най-ниската точка на община Черноочене – 252 m н.в.

#### Води
Основна водна артерия на община Черноочене е река Боровица, която протича през нея със средното си течение в югозападната ѝ част. Влива се в лявата „опашка“ на язовир „Кърджали“, югозападно от село Боровско. Неин основен приток е река Яйлъдере (ляв), по която преминава условната граница между Западните и Източните Родопи. На река Боровица, североизточно от село Безводно е изграден големият язовир „Боровица“ (27 млн. m3), който снабдява с питейна вода град Кърджали и още множество други населени места в региона.
Община Черноочене се явява изворна област на още две по-големи реки. От района на село Черна нива води началото си река Перперек (ляв приток на Арда), която протича на югоизток, преминава през общинския център село Черноочене и напуска общината източно от село Бърза река. В най-северните части на общината, в землището на село Йончово са изворите на Харманлийска река, десен приток на Марица.

## Стопанство
Икономиката на община Черноочене се доминира предимно от селскостопанското производство, в което са включени около 60% от трудоспособното население. От векове тютюнопроизводството продължава да формира основния поминък на населението. Една четвърт от всички засети площи в общината са с висококачествени и ароматни ориенталски тютюни. Годишно тук се добиват над 1200 т от родопското злато, което се изнася за най-големите цигарени компании в света. В селскостопанската структура на района през последните години сериозно са застъпени житните и фуражните култури, зеленчукопроизводството и лозарството. Около 36,6% от цялата земеделска земя се стопанисва, а 14,3% (48 649 дка) се обработва.
Промишлеността на територията на Черноочене е представена от машиностроенето и шивашката индустрия. Над десет са шивашките и текстилни фирми, които произвеждат конфекция за международните пазари. От съществуващите около 400 фирми в общината, 80 процента са специализирани в областта на услугите и търговията.
Природните богатства, изградената материално-техническа база и инфраструктура, специализацията на трудовите ресурси дават възможност за привличането на инвестиции в района в областта на тютюнопроизводството и фуражните култури, в производството и преработката на млечни продукти, ферми за отглеждане на билки, гъбарство, в шивашката промишленост, в селския и ловен туризъм.
В района на Черноочене е разположена държавната дивечовъдна база „Женда“. В нея се отглеждат муфлони, глигани, сърни, елени и са създадени отлични условия за развитие на ловния и екотуризъм
На територията на общината функционира поликлиника, здравна служба, фелдшерски здравни пункта, 1 средно училище /СУ „Христо Смирненски“ с. Черноочене/, 3 основни училища, 3 читалища, 9 библиотеки. В село Пчеларово е представена етнографска музейна експозиция.

## Население

### Етнически състав (2011)
Численост и дял на етническите групи според преброяването на населението през 2011 г.:
|                     | Численост | Дял (в %) |
| Общо                | 9607      | 100,00    |
| Българи             | 207       | 2,15      |
| Турци               | 8886      | 92,50     |
| Цигани              | –         | -         |
| Други               | 5         | 0,05      |
| Не се самоопределят | 52        | 0,54      |
| Неотговорили        | 457       | 4,76      |

### Населени места
Общината има 50 населени места с общо население 7775 жители към 7 септември 2021 г.
| Населено място | Население (2021 г.) | Площ на землището km2 | Забележка (старо име)             | Населено място | Население (2021 г.) | Площ на землището km2 | Забележка (старо име)                 |
| -------------- | ------------------- | --------------------- | --------------------------------- | -------------- | ------------------- | --------------------- | ------------------------------------- |
| Бакалите       | 69                  | 6,385                 | Бакалар                           | Комунига       | 982                 | 26,665                | Кушаллар                              |
| Безводно       | 37                  | 47,474                | Сусуз                             | Копитник       | 2                   | -                     | Яйлалъ, в з-щето на с. Комунига       |
| Бели вир       | 313                 | 8,067                 | Махсунлар, Максутлар              | Куцово         | 4                   | 3,740                 | Топаллар                              |
| Беснурка       | -                   | 2,715                 | Пандугузлар                       | Лясково        | 506                 | 5,668                 | Фъндъджик, Пандаджик, Лесково         |
| Божурци        | 209                 | 2,106                 | Кенелер                           | Минзухар       | 366                 | 8,581                 | Калфалар                              |
| Боровско       | 8                   | 4,021                 | Чам дере, Караманлар              | Мурга          | 25                  | 16,194                |                                       |
| Босилица       | 10                  | 1,444                 | Оманлар                           | Небеска        | 16                  | 5,099                 | Фелеклер                              |
| Бостанци       | 80                  | 1,160                 | Бастанджълар                      | Нови пазар     | 179                 | -                     | Йени пазар, в з-щето на с. Каблешково |
| Бърза река     | 51                  | 3,516                 | Кузгун дере                       | Новоселище     | 59                  | 2,537                 | Кушалълар ени махле                   |
| Верско         | 37                  | 1,205                 | Имамлар                           | Ночево         | 37                  | 12,911                | Ташлък                                |
| Водач          | 209                 | 2,400                 | Кълаузлар                         | Паничково      | 277                 | 9,772                 | Чанакчъ                               |
| Вождово        | 70                  | 0,821                 | Емироллар, Вождево                | Патица         | 157                 | 4,136                 | Юрдеклер, Гьок Виран                  |
| Войново        | 7                   | 2,133                 | Кара чоджуклар                    | Петелово       | 235                 | 7,276                 | Хорозлар, Петелево                    |
| Възел          | 67                  | 0,661                 | Джингаз махле                     | Пряпорец       | 290                 | 1,373                 | Байраклар махле                       |
| Габрово        | 545                 | 12,777                |                                   | Пчеларово      | 118                 | 25,645                | Кованлък                              |
| Даскалово      | 290                 | 4,986                 | Молла Мусалар                     | Русалина       | 2                   | 2,317                 | Ходжалар                              |
| Драганово      | 125                 | 1,907                 | Шабан кьой                        | Свободиново    | 143                 | 4,937                 | Даа харман, Свободино                 |
| Душка          | 1                   | -                     | Хаджъ Йорук в з-щето на с. Ночево | Соколите       | 38                  | 17,947                | Шахинлар                              |
| Дядовско       | 318                 | 4,947                 | Деде кьой                         | Среднево       | 217                 | 2,044                 | Орта махле, Средньово                 |
| Железник       | 212                 | 2,293                 | Кара Демир                        | Средска        | 6                   | 2,920                 | Мурсалар                              |
| Женда          | 26                  | 16,629                | Яшлък кьой                        | Стражница      | 106                 | 2,155                 | Хюмет кьой                            |
| Житница        | 192                 | 5,454                 | Хамбарджълар                      | Черна нива     | 80                  | 4,437                 | Кара тарла                            |
| Йончово        | 102                 | 12,497                | Кирез тарла                       | Черноочене     | 386                 | 2,059                 | Йенипазар                             |
| Каблешково     | 208                 | 1,240                 | Шабанлар                          | Ябълчени       | 109                 | 3,219                 | Алмалък                               |
| Каняк          | 142                 | 5,697                 | Кара кьой ибиклер                 | Яворово        | 107                 | 4,402                 | Баш виран                             |
|                |                     |                       |                                   | ОБЩО           | 7775                | 328,569               | 3 населени места без землища          |

Средната гъстота на населението е 23,8 души/km2 при 59 средно за страната. Относителният дял на трудоспособното население и трудовите ресурси е сравнително постоянен и представлява 53,3% от цялото население.

## Административно-териториални промени
- Указ № 462/обн. 21.12.1906 г. – преименува с. Хорозлар на с. Петелево;

– преименува с. Кованлък на с. Пчеларово;
- между 1926 и 1934 г. – с. Йени пазар е преименувано на с. Нови пазар без административен акт;
- МЗ № 3225/обн. 21.09.1934 г. – преименува с. Кушалар (Кушалълар) на с. Комунига;

– преименува с. Йенипазар на с. Черноочене;
- МЗ № 3775/обн. 07.12.1934 г. – преименува с. Бакалар на с. Бакалите;

– преименува с. Сусуз на с. Безводно;
– преименува с. Махсунлар (Максутлар) на с. Бели вир;
– преименува м. Пандугузлар на м. Беснурка;
– преименува с. Гази оглар (Гази оллар) на с. Богоров дол;
– преименува м. Мъсърлъ на м. Бодровци;
– преименува м. Кенелер на м. Божурци;
– преименува м. Чам дере (Караманлар) на м. Боровско;
– преименува м. Бекираа махлеси на м. Босилек;
– преименува м. Оманлар на м. Босилица;
– преименува м. Бостанджилар на м. Бостанци;
– преименува с. Кузгун дере на с. Бърза река;
– преименува м. Имамлар на м. Верско;
– преименува с. Чубуклу (Кулаозлар) на с. Водач;
– преименува м. Емироллар на м. Вождево;
– преименува м. Кара чоджуклар на м. Войново;
– преименува м. Джингаз махла на м. Възел;
– преименува с. Молла Мусалар на с. Даскалово;
– преименува с. Шабан кьой на с. Драганово;
– преименува с. Деде кьой на с. Дядовско;
– преименува м. Карабашлар на м. Дяконово;
– преименува с. Кара Демир на с. Железник;
– преименува с. Яшлъ кьой на с. Женда;
– преименува с. Хамбарджълар на с. Житница;
– преименува с. Кирез тарла на с. Йончово;
– преименува м. Шабанлар на м. Каблешково;
– преименува с. Хасан кьой на с. Кадънка;
– преименува с. Кара кьой Ибиклер на с. Каняк;
– преименува м. Чилингир махле на м. Ключево;
– преименува м. Яйлалъ на м. Копитник;
– преименува с. Топаллар на с. Куцово;
– преименува с. Фъндъджик (Пандаджик) на с. Лесково;
– преименува с. Калфалар на с. Минзухар;
– преименува м. Фелеклер на м. Небеска;
– преименува с. Кушалълар Йени махле (Йени махле) на с. Новоселище;
– преименува м. Ташлък на м. Ночево;
– преименува м. Чанакчъ на м. Паничково;
– преименува с. Юрдеклер (Йордеклер) на с. Патица;
– преименува м. Мандър агач на м. Повиен;
– преименува м. Иналлар на м. Пошево;
– преименува м. Байраклар махле на м. Пряпорец;
– преименува м. Ходжалар на м. Русалина;
– преименува м. Сабунджилар на м. Сапунаре;
– преименува с. Даг Харманлъсъ/Мюрсемлер (Даа харман) на с. Свободино;
– преименува с. Шахинлер (Шахинлар) на с. Соколите;
– преименува м. Орта махле на м. Средица;
– преименува м. Орта махле на м. Средньово;
– преименува м. Мурсалар на м. Средска;
– преименува с. Хюммет кьой на с. Стражница;
– преименува м. Гурлар на м. Сухино;
– преименува м. Казал махлеси на м. Червенци;
– преименува с. Кара тарла на с. Черна нива;
– преименува м. Алмалии (Алмалък) на м. Ябълчени;
– преименува с. Баш виран на с. Яворово;
- Указ № 960/обн. 4 януари 1966 г. – осъвременява името на м. Вождево на м. Вождово;

– уточнява името на с. Лесково на с. Лясково;
– уточнява името на с. Петелево на с. Петелово;
– уточнява името на с. Свободино на с. Свободиново;
– осъвременява името на м. Средньово на м. Среднево;
- Указ № 232/обн. 26.03.1968 г. – признава махалите Ночево и Паничково за села;

– заличава махалите Бодровци, Босилек, Ключево и Червенци и ги присъединява като квартали на с. Минзухар;
- Указ № 970/обн. 04.04.1986 г. – признава махалите Божурци и Ябълчени за села;

– заличава с. Богоров дол поради изселване и присъединява землището му към с. Женда;
– заличава м. Дяконово поради изселване и присъединява землището ѝ към с. Свободиново;
– заличава с. Кадънка поради изселване и присъединява землището му към с. Безводно;
– заличава махалите Повиен, Средица и Сухино и присъединява землищата им към с. Бели вир;
– заличава м. Пошево и присъединява землището ѝ към с. Комунига;
– заличава м. Сапунаре и присъединява землището ѝ към с. Стражница;
- На основание §7 (т.3) от Закона за административно-териториалното устройство на Република България (ДВ, бр. 63/14.07.1995 г.) всички махали, колиби, гари, минни и промишлени селища придобиват статут на села]
- Реш. МС № 544/обн. 31.07.2015 г. – закрива с. Бедрово поради изселване[3].

## Политика

### Награди за Община Черноочене
- Победител в категория „Ефективно управление на проекти“, раздел „малки общини“, в онлайн конкурса „Кмет на годината, 2017“. Приз за кмета Айдън Осман за разработване на проекти и печелене на финансиране за подобряване на градската среда.

## Природни и исторически забележителности
В района на село Ночево има добре запазен комплекс от разнородни изсичания и съоръжения, разположен в местността „Пармак кая“ на около 500 м. след първата махала на селото.
- Шарапаните край с. Ночево
- Гузгун кая /Горящ камък/ край с. Душка
- Тракийско светилище“ Биюк тепе“ край с. Женда
- Средновековна крепост „Градището“ край с. Пчеларово
- Джамията „Чубуклу“ край с. Водач
- Църквата „Света Петка“ – с. Пчеларово
- Вековен бор в с. Пчеларово
- Водопад край с. Безводно
- Връх Чиляка над с. Безводно
- Елови находища, с. Мурга и с. Женда
- Поддържан резерват „Казълчерпа“ край с. Женда
- Езеро с медицински пиявици край с. Бели вир
- Родопски феномен „Оглан кая“ с. Мурга
- Пещера „Ташлък“ Ночево
- Саръ кая (Жълтият камък) с.Безводно
- Язовир „Боровица“
- Дивечовъдна база „Женда“

## Транспорт
През общината преминават частично 4 пътя от Републиканската пътна мрежа на България с обща дължина 49,8 km:
- участък от 18,1 km от Републикански път I-5 (от km 317,6 до km 335,7);
- началният участък от 25,5 km от Републикански път II-58 (от km 0 до km 25,5);
- последният участък от 2,1 km от Републикански път III-506 (от km 42,3 до km 45,4);
- последният участък от 4,1 km от Републикански път III-5071 (от km 15,7 до km 19,8).

## Топографска карта
- Лист от карта K-35-75. Мащаб: 1 : 100 000.